# Betty y Barney Hill
Betty y Barney Hill fue un matrimonio estadounidense que alcanzó la fama luego de afirmar que habían sido secuestrados por seres alienígenas entre el 19 y el 20 de septiembre de 1961. La historia narrada por la pareja, comúnmente denominada la “abducción de los Hill” y ocasionalmente “el incidente Zeta Reticuli”, fue el primer caso ampliamente publicitado de un supuesto secuestro extraterrestre, adaptada en el exitoso libro de 1966 The Interrupted Journey (El viaje interrumpido) y en una película para la televisión.

## Trasfondo personal
Los Hill vivían en la localidad de Portsmouth, en el nororiental estado estadounidense de Nuevo Hampshire. Barney (1923-1969) estaba empleado en el correo (U.S. Postal Service), mientras que Betty (1919-2004) era una trabajadora social. Activos miembros de la congregación unitarista (Unitarian), los Hill también eran miembros de la asociación antidiscriminación NAACP, además de líderes comunitarios, y Barney tenía un asiento en la Comisión de Estados Unidos sobre Derechos Civiles. Conformaban una pareja interracial, algo bastante inusual en los Estados Unidos de aquel tiempo: Barney tenía ancestros de origen etíope, mientras que Betty era caucásica.

## El encuentro ovni

### Un punto de luz brillante en el cielo
Al anochecer del 19 de septiembre de 1961, los Hill estaban conduciendo de regreso a la localidad de Portsmouth de unas vacaciones en el interior del estado de Nueva York, además de en las provincias canadienses de Ontario y Quebec. Ya que era tarde en la noche, y debido a que la temporada alta turística de verano ya había finalizado, había pocos automóviles en la carretera mientras viajaban hacia el sur. Al sur de la pequeña localidad de Groveton (en el estado de Nuevo Hampshire) observaron un punto brillante de luz en el cielo.
Inicialmente pensaron que estaban observando una estrella fugaz, solo que luego se dieron cuenta de que “caía” hacia arriba, antes de detenerse cerca de la entonces luna creciente. Mientras Barney seguía conduciendo por la Ruta 3 de los Estados Unidos, Betty pensó que estaba observando un satélite artificial, y le pidió a Barney que detuviese el auto para mirarlo más de cerca, así como para pasear a su perrita Delsey, en la que, a falta de hijos, volcaba todo su cariño. Preocupado acerca de la posible presencia de osos en el área, Barney sacó la pistola que había escondido en el maletero del vehículo.
Betty, cuya hermana le había confesado haber tenido un avistamiento de un platillo volador varios años antes, continuaba observando el objeto a través de los binoculares a medida que este se movía delante de la cara de la luna, emitiendo luces multicolores centelleantes. Barney, quien no había observado la nave, pensó que la luz provenía de una aeronave convencional. Por su parte, Betty se sentía perpleja acerca de la naturaleza no convencional del objeto.

### Un supuesto objeto con forma de disco

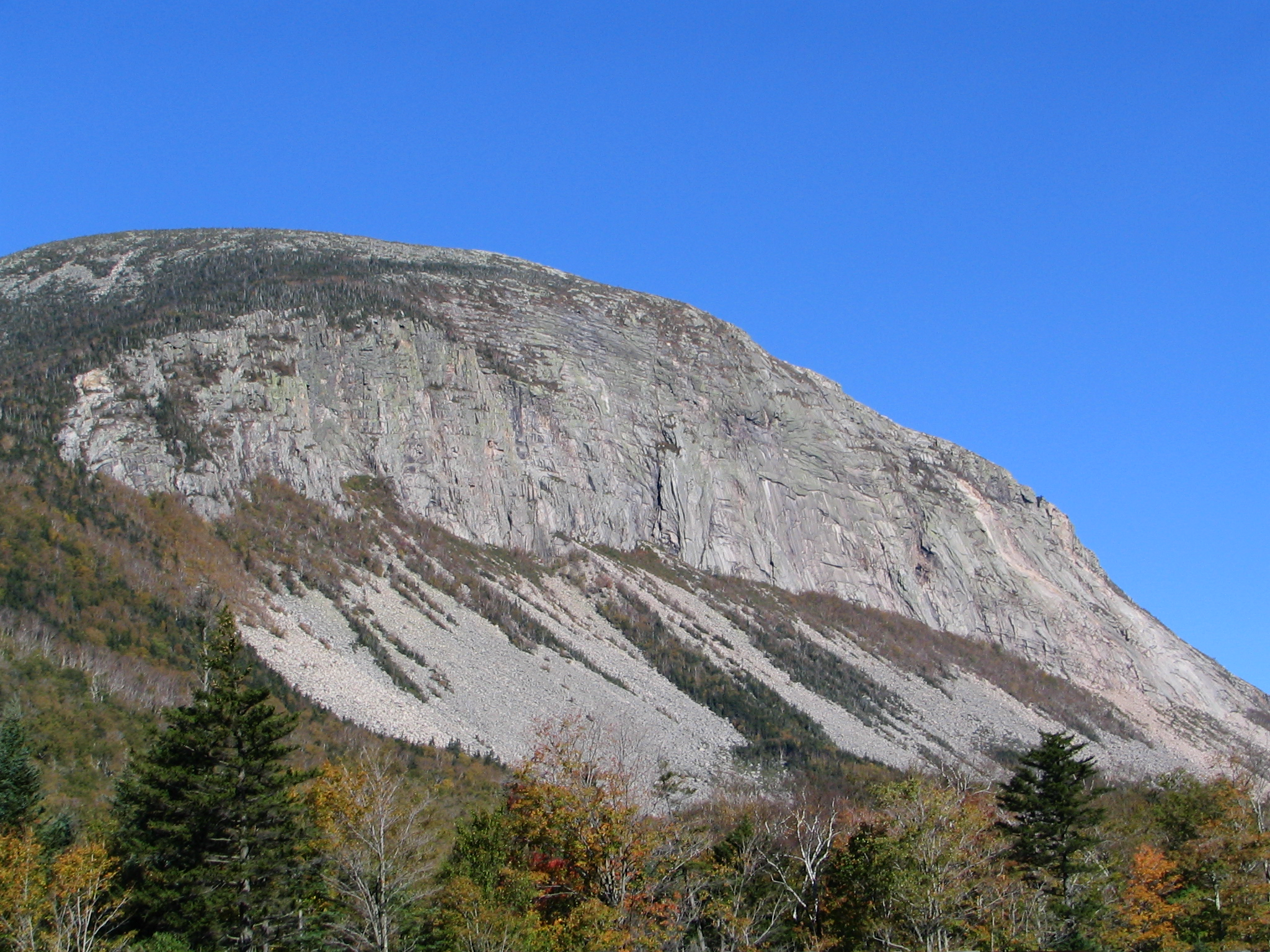
Ladera sudoriental de la montaña Cannon, en el estado estadounidense de Nuevo Hampshire. Betty Hill alegó que el supuesto OVNI virtualmente se posó sobre su cima.

Los Hill informaron posteriormente que habían continuado conduciendo sobre la aislada y casi abandonada carretera, desplazándose a poca velocidad para poder observar el objeto a medida que éste se les acercaba cada vez más. Aunque el objeto era esporádicamente oscurecido por los picos de las montañas cercanas, parecía moverse al unísono con la topografía de la región. También bajó frente a los picos y descendió lentamente en su dirección. En determinado momento el objeto pareció aterrizar sobre la cima de la montaña Cannon, pero luego rápidamente volvió a moverse. Por momentos, parecía el patrón de vuelo de una pelota en un juego de paleta, rápidamente aproximándose al vehículo de los Hill y después retrocediendo.

### Supuestas figuras humanoides
Aproximadamente 1,5 km al sur de la pequeña localidad de Indian Head, la gigantesca nave discoidal rápidamente descendió hacia el vehículo de los Hill, causando que Barney se detuviese directamente en medio de la calzada. Después de abrir la puerta del auto para observar el objeto más de cerca, puso su pistola en un bolsillo y tomó sus binoculares. La nave descendió a unos 25-30 metros sobre el coche, un Chevrolet Bel Air de 1957, y llenaba todo el campo de visión del parabrisas, a través del cual Betty lo estaba observando también. Barney se apartó del vehículo y se acercó al objeto, el cual oscilaba como un péndulo desde el lado izquierdo del automóvil, hacia el área derecha sobre el campo adyacente. Usando los binoculares, Barney afirmó haber visto entre unas ocho y once figuras humanoides que estaban mirando desde las ventanas de la nave, pareciendo mirarlo curiosa o inquisitivamente.
De repente, con precisión militar, todas menos una de las figuras se movieron hacia lo que parecía ser un panel de instrumentos, como si fuesen a realizar una tarea importante. La figura restante continuó mirando a Barney y le comunicó un mensaje telepático a este último: “Quédate donde estás y sigue mirando”. En ese instante, de lo que parecían ser aletas como alas de murciélago comenzaron a aparecer luces rojas por los lados de la nave y una larga estructura descendió de la parte inferior de la misma. La silenciosa nave se aproximó a una distancia que Barney estimó entre unos 50 y 80 pies (unos 15-25 metros) sobre su cabeza, y unos 50-100 (15-30 m) de distancia de él. De repente, y abrumado por el miedo, Barney se quitó rápidamente los binoculares de su vista y corrió de regreso hacia el vehículo, gritando “¡Nos van a capturar!”
Antes de ingresar al automóvil, observó al objeto nuevamente cambiar de ubicación, hasta posicionarse directamente sobre ellos. Se dieron a la fuga a alta velocidad, mientras Barney le decía a Betty que mirase hacia el cielo buscando la posición del objeto. Ella bajó la ventanilla y miró hacia arriba, pero solo vio oscuridad sobre ellos. Fue entonces cuando Barney tuvo miedo de que el objeto pudiera encontrarse realizando un vuelo estacionario sobre el auto, bloqueándole a Betty la visión de las estrellas.

### Una fatiga residual
Casi inmediatamente, una serie de sonidos mecánicos, lo suficientemente ruidosos como para hacer vibrar el vehículo, parecieron venir de la parte trasera del automóvil. Betty tocó el metal de la puerta del acompañante, esperando sentir una descarga eléctrica, pero solo sintió la vibración. Los Hill dirían después que experimentaron los síntomas de un estado de conciencia alterado que había dejado sus mentes atontadas (o adormecidas), y que también sintieron una sensación de hormigueo (tingling) a través de sus cuerpos. Cuando pasaron a través de la localidad de Plymouth, otra serie de sonidos tipo “bip” parecían provenir de la parte trasera del auto. Barney detuvo el vehículo y condujo erráticamente de lado a lado de la carretera para intentar reproducir aquel zumbido. No obstante, no pudo recrearlo. Cuando el extraño sonido hubo terminado, Betty le preguntó a su esposo: ¿Ahora crees en los platillos voladores?”. Irritado, Barney le contestó “No seas ridícula”.

## Consecuencias inmediatas

### Extrañas sensaciones
Luego de llegar a su hogar cerca del amanecer, los Hill afirmaron que tenían algunas extrañas sensaciones e impulsos que no podían explicar del todo. Betty insistía en que el equipaje debía ser colocado cerca de la puerta trasera, más que en el frente de la casa. Barney notó que la tira de cuero de los binoculares estaba torcida, aunque no recordaba haberla dejado así. Barney además dijo que se sentía compelido a examinar sus genitales en el baño, aunque no encontró nada inusual en ellos. Tomaron largas duchas para remover toda la posible contaminación a la que habrían sido expuestos (plasma espacial) y luego cada uno de ellos realizó un dibujo de lo que habían observado. Sus ilustraciones eran extrañamente similares.

## Memorias incompletas y fragmentadas
Perplejos, los Hill dijeron que habían tratado de reconstruir la cronología de los sucesos después de haber observado al ovni por primera vez y de haber conducido de regreso a su hogar. Pero inmediatamente después de haber escuchado el anteriormente mencionado zumbido (que Betty más tarde describiría como “microondas”), sus respectivas memorias se habían vuelto incompletas o fragmentadas, y no podían determinar una cadena de eventos continua. Barney recordó haber dicho “Oh, no, no otra vez”, aunque no logró ubicar dicho comentario en un contexto.
Luego de dormir durante algunas horas, Betty se despertaba y colocaba los zapatos y ropa que había usado durante el viaje en su armario, observando que el vestido estaba doblado en el área del forro, del dobladillo y del cierre cremallera. Temerosa de haber sido expuesta a radiación, Betty dijo que nunca más volvió a usar esas prendas. Después, cuando Betty las volvió a sacar de su ropero, notó un polvo rosáceo sobre su vestido, pero no tenía idea acerca de dónde este podría haber provenido. Inicialmente se deshizo de dicha prenda, pero luego cambió de opinión, recuperándola y colgándola en un perchero. El polvo se desvaneció en el viento, aunque Betty comentó que quedaron algunas manchas rosadas sobre el vestido. Con el paso de los años, cinco laboratorios realizaron análisis químicos y forenses a la prenda.[cita requerida]

### Informe inicial de la USAF
El 21 de septiembre de 1961, Betty telefoneó a la base Pease de la Fuerza Aérea de los Estados Unidos (USAF) para informarles acerca de su encuentro ovni aunque, por miedo a que la etiquetasen como mentalmente enferma, se guardó para sí algunos de los detalles.
Al día siguiente, el mayor Paul W. Henderson telefoneó a los Hill para tener una entrevista más detallada, de unos 30 minutos de duración. El informe de Henderson, fechado el 26 de septiembre, determinó que los Hill se habían probablemente confundido con el planeta Júpiter. Su reporte fue enviado al denominado Proyecto Libro Azul (Project Blue Book), el entonces proyecto de investigación de OVNIs de la Fuerza Aérea de los Estados Unidos.
Pocos días después del supuesto encuentro, Betty sacó varios libros sobre OVNIs de una biblioteca local. Uno de los mismos había sido escrito por el mayor Donald E. Keyhoe, miembro retirado de la Infantería de Marina de los Estados Unidos (United States Marine Corps, USMC) y quien también encabezaba el NICAP, un grupo de ufólogos civiles.

### Dos semanas después, pesadillas recurrentes
Dos semanas después del supuesto encuentro ovni, Betty alegó haber comenzado a sufrir de pesadillas recurrentes. Estas ocurrían casi siempre de noche, y eran tan vívidas que su mente estaba ocupada pensando en dichos sueños durante el resto del día. El 26 de septiembre Betty le escribió a Keyhoe al respecto. Ella relató la historia completa, incluyendo los detalles acerca de las figuras humanoides que previamente se había negado a relatar a la Fuerza Aérea. Betty escribió que ella y Barney estaban molestos en gran medida por sus aparentemente incompletos recuerdos del encuentro ovni y que estaban considerando el uso de hipnosis para ayudarlos a recordar que les habría sucedido. Su carta finalmente llegó a Walter N. Webb, un astrónomo de la ciudad de Boston y miembro del NICAP.

### La entrevista de Webb
Webb se encontró con los Hill el 21 de octubre de 1961. En una entrevista de seis horas de duración, los Hill le relataron lo que podían recordar del supuesto encuentro ovni. Barney afirmó que tenía una suerte de “bloqueo mental” en relación con el suceso, y él sospechaba de algunas porciones del evento que él no deseaba recordar. Siguiendo la política general del NICAP acerca del escepticismo en relación con los informes sobre los supuestos ocupantes de ovnis, Webb especuló que el pánico de la pareja acerca de su avistamiento cercano había generado las pesadillas de Betty.

## Los sueños de Betty

### Narración escrita de detalles
En noviembre de 1961 Betty comenzó a escribir los detalles de sus sueños, para entonces, pesadillas vívidas y recurrentes. En sus sueños, Betty parecía estar luchando para recobrar su consciencia, cuando se dio cuenta de que estaba siendo forzada por dos pequeños seres u hombrecillos a caminar en un bosque durante la noche. Miró a Barney caminando junto a ella, aunque cuando lo llamaba, él parecía estar en un trance o caminando como un sonámbulo. Los pequeños seres tenían una estatura cercana a 1,5 m, y usaban el mismo uniforme, con gorras similares a las entonces usadas en la Fuerza Aérea de los Estados Unidos. No tenían pelo en sus cabezas y poseían grandes frentes bulbosas.

### El ingreso a la supuesta nave
En sus sueños, Betty, Barney y los pequeños seres caminaban por una rampa hacia una nave con forma de disco de apariencia metálica. Una vez adentro, Barney y Betty fueron separados. Ella protestó al respecto, por lo que un ser —al que ella posteriormente comenzó a llamar “el líder”— le dijo que si Barney y ella eran examinados juntos tomaría mucho más tiempo realizar las pruebas. Entonces Barney y ella fueron llevados a salas separadas. Aunque el líder y los otros seres le hablaban en inglés, su dominio del idioma parecía ser imperfecto, y tenían dificultad en comunicarse. Betty entonces soñó que este nuevo ser, similar a los otros, ingresó a realizar su examen junto al líder. Betty llamó a este otro ser “el examinador” y dijo que él tenía modales calmos y placenteros.

### Examen rápido y unas pocas pruebas
El “examinador” le habría dicho a Betty que le realizaría un examen rápido y unas pocas pruebas para constatar las diferencias entre los seres humanos y los seres de la supuesta nave. La sentó en una silla, y se le enfocó una luz brillante sobre ella. El ser cortó un mechón del pelo de Betty. Examinó sus ojos, orejas, boca, dientes, garganta y manos. Guardó uñas de los dedos de la mano de ella. Luego de examinar sus piernas y pies, el ser usó una suerte de cuchillo romo o escalpelo, similar a un abridor de cartas, para raspar y extraer algo de piel hacia un pequeño contenedor de vidrio similar a una diapositiva. El “doctor” le sacó el vestido a Betty. Le dijo que se recostase sobre una mesa. Diciendo que estaba examinando su sistema nervioso, le pasó un aparato que se parecía a un dispositivo EEG (para realizar electroencefalografías) sobre la parte frontal y posterior de su cuerpo. El “doctor”se limpió sus manos con un líquido y se puso guantes similares a los quirúrgicos. Sacó una aguja hipodérmica de unos 10 a 15 cm de longitud para realizar lo que dijo que se trataba de un examen de embarazo. Usó un hisopo de algodón mojado sobre su ombligo. Le empujó la aguja hacia el mismo, lo que le causó a Betty un gran dolor, pero el “doctor” le frotó la frente, y pronto el dolor desapareció.

### La dentadura de Barney
Se le dijo a Betty que su examen estaba completo y que pronto ella y Barney serían regresados a su automóvil. Ella comenzó a conversar con el líder, solo para ser interrumpida cuando otro ser irrumpió en la habitación y —aparentemente excitado— habló con el líder en un idioma extraño. Apresuradamente abandonaron el cuarto, dejando a Betty sola. Luego de regresar en unos minutos, el líder examinó la boca de Betty y parecía estar intentando extraerle los dientes. Cuando esto fue infructuoso, el líder preguntó por qué sus dientes estaban fijos mientras que los de Barney salieron de su boca. Riéndose, Betty les dijo que Barney usaba una dentadura, porque los humanos con frecuencia pierden sus dientes a medida que envejecen. El líder parecía incapaz de entender el concepto de vejez o de edad avanzada; entonces ella le intentó explicar lo que era un año terrestre, pero él tampoco parecía entenderlo.

### Betty solicita un artefacto
En el sueño, Betty le preguntó al líder si podía tomar un artefacto o dispositivo de la nave como prueba o evidencia de la existencia de tal encuentro. El líder le permitió tomar un libro grande cuyas páginas estaban llenas de símbolos agrupados en columnas. Entonces ella preguntó al líder de dónde provenían él y su nave. Betty escribió que, en respuesta, el líder en la pared “desplegó un mapa, extraño para mí... era un mapa de los cielos” marcado con numerosas estrellas y planetas.
Había diferentes tipos de líneas entre algunas de las estrellas que denotaban, según se le comentó, rutas de comercio y de exploración. El líder le preguntó a Betty si ella sabía donde estaba localizada la Tierra en el mapa estelar. Betty respondió que no, ya que no estaba familiarizada con dicho mapa. El líder entonces dijo que debido a la ignorancia de ella, era imposible explicarle de donde provenían.

### El abandono de la nave
Betty entonces sugirió que la humanidad desearía encontrarse con otros habitantes del universo y trató de persuadir al líder de anunciar abiertamente su presencia en la Tierra. En medio del pedido de Betty, los seres llevaron a Barney a la misma habitación. Parecía encontrarse en un estado de aturdimiento. Los entes comenzaron a escoltar a los Hill fuera de la nave, aunque estalló una discusión entre ellos en el extraño idioma en el que habían hablado antes. El líder entonces tomó el libro grande que tenía Betty. Ella protestó, diciendo que el libro era su única prueba del encuentro. El líder dijo que él personalmente no se preocupaba si ella se quedaba con el libro, pero los otros miembros de la nave no querían ni que ella recordase el encuentro. Betty insistió en que no importaba qué le hiciesen a su memoria, ella algún día recordaría los sucesos. Ambos fueron trasladados hasta su automóvil, dónde el líder les sugirió que esperaran para observar la partida de la nave. Así lo hicieron, y luego reanudaron su viaje. Betty declaró que el suceso había sido milagroso y excitante, pero Barney no dijo nada al respecto.

### Consecuencias de los sueños de Betty
Un sueño de Betty concluía con aquella pregunta de ella “¿Ahora crees en los platillos voladores?” anteriormente citada, a la que un irritado Barney respondía “No seas ridícula”. Mientras que Betty pensaba que los sueños podían reflejar sucesos verdaderos, Barney era más escéptico al respecto, pensando que su esposa había simplemente tenido varios sueños inusualmente vívidos.

## Ayuda médica y entrevistas adicionales

### Tiempo perdido
El 25 de noviembre de 1961, los Hill fueron nuevamente entrevistados en profundidad por miembros del NICAP, esta vez por C.D. Jackson y Robert E. Hohman. Habiendo leído el informe especial de Webb, Jackson y Hohman tenían varias preguntas para los Hill. Una de sus principales estaba relacionada con la duración del viaje. Ni Webb ni los Hill habían notado que, aunque el viaje debería haber tomado aproximadamente unas cuatro horas, no llegaron a su hogar hasta unas siete horas después de su partida. Cuando Hohman y Jackson les hicieron notar esta discrepancia a los Hill, la pareja quedó anonadada, no teniendo explicación para la misma (una circunstancia análoga a la amnesia frecuentemente informada en los supuestos casos de abducción alienígena o secuestro extraterrestre, que los ufólogos comenzarían a denominar “tiempo perdido”).
No obstante, Betty era capaz de recordar una imagen de la luna brillando en el suelo. Según escribiría Clark, a pesar de “todos sus esfuerzos los Hill no podían recordar casi nada de las 35 millas [55 km] entre Indian Head y Ashland. Entonces entró en escena el tema de la hipnosis. Tal vez ella pudiese destrabar los recuerdos perdidos. Barney era aprensivo o receloso acerca de dicha técnica, pero pensó que podría ayudar a Betty a poner fin a lo que él mismo describía como “el ‘sinsentido’ de los sueños recurrentes de Betty”.
Para febrero de 1962, los Hill estaban realizando frecuentes viajes durante los fines de semana para tratar de encontrar el área de su supuesto encuentro OVNI, con la esperanza de que la localización de dicho sitio contribuyese a desatar más recuerdos. Sin embargo, no tuvieron éxito en encontrarlo durante varios de los años posteriores.

### Verrugas
Según el libro de Clark citado “En febrero o marzo [de 1962], alrededor de la ingle de Barney aparecieron verrugas que formaban un círculo casi perfecto y que fueron extirpadas quirúrgicamente.”

### Exposición privada y cuestiones acerca de la hipnosis
El 23 de noviembre de 1962, los Hill concurrieron a una reunión en la vicaría de su iglesia donde el orador invitado era el capitán de la USAF Ben H. Swett, quien había recientemente publicado un libro de poesía. Después de leer selecciones de sus poemas, el pastor les pidió debatir acerca de su interés personal en la hipnosis. Luego de que la reunión hubo finalizado, los Hill se acercaron al capitán Swett de forma privada, y le contaron lo que decían poder recordar acerca de su alegado extraño encuentro ovni. Por su parte, él estaba particularmente interesado en el “tiempo perdido” del relato de los Hill. Los Hill le preguntaron a Swett si podía hipnotizarlos para intentar recuperar sus recuerdos perdidos, pero Swett les dijo que no estaba calificado para hacer eso y les advirtió acerca de no concurrir donde un hipnotista aficionado (amateur) como él mismo o un “hipnoterapista de medio pelo”.

### Primera exposición pública
El 3 de marzo de 1963 los Hill discutieron públicamente por primera vez su supuesto encuentro ovni con un grupo en su iglesia. El 7 de septiembre de ese mismo año el capitán Swett brindó una conferencia formal sobre hipnosis durante una reunión que tuvo lugar en la parroquia de la Unitarian Church.
Luego de la misma, los Hill le dijeron que Barney estaba yendo a un psiquiatra, el doctor Stephens, con quien simpatizaba y en quien confiaba. El capitán Swett les sugirió entonces que Barney le preguntase al doctor Dr. Stephens acerca del uso de la hipnosis en su caso. Cuando Barney se encontró nuevamente con el mismo, Barney le preguntó acerca de la hipnosis. Stephens le recomendó que al respecto contactaran al Dr. Benjamin Simon, de la ciudad de Boston. Luego de haber hablado ante un grupo aficionado al estudio del fenómeno OVNI en Quincy Center (estado de Massachusetts) en noviembre de 1963, los Hill se encontraron por primera vez con el Dr. Simon el 14 de diciembre de 1963. A partir de su intercambio de ideas inicial, Simon determinó que el supuesto encuentro OVNI le estaba causando a Barney mucha más preocupación y ansiedad de la que éste estaba dispuesto a admitir. Aunque Simon rechazaba la popular hipótesis extraterrestre como imposible, le parecía obvio a él que los Hill genuinamente pensaban que habían sido testigos de un OVNI y de sus ocupantes humanoides. Simon deseaba descubrir más acerca de la supuesta experiencia de los Hill a través de hipnosis.

## Las sesiones de hipnosis del Dr. Simon
Simon comenzó a hipnotizar a los Hill el 4 de enero de 1964. Hipnotizó tanto a Betty como a Barney varias veces, y las sesiones duraron hasta el 6 de junio de 1964. Simon realizó las sesiones sobre Barney y Betty separadamente, así ninguno de ellos podía escuchar lo que el otro decía estar recordando.

### Las sesiones de Barney
Simon hipnotizó a Barney primero. Sus sesiones fueron a menudo bastante emocionales, con estallidos de enojo puntuales, expresiones de miedo y episodios de llantos histéricos. Barney dijo que, debido al miedo que tenía, mantuvo sus ojos cerrados durante gran parte del supuesto encuentro ovni. Basándose en estas respuestas tempranas, Simon le dijo a Barney que no recordaría las sesiones de hipnosis hasta que estuviesen seguros de que él pudiese acordarse de ellas sin traumatizarse más.
Bajo hipnosis, Barney también informó que la tira de los binoculares se había doblado cuando el huyó del ovni de regreso hacia su automóvil. Recordó huir del objeto en el coche, pero que después se sintió irresistiblemente compelido a hacerse a un lado de la carretera, y conducir hacia un bosque. Finalmente vio a seis “hombres” parados en el bosque. Ordenándole a Barney que se detuviese, tres de los seres se aproximaron al auto. Le dijeron a Barney que no les temiese. Todavía estaba ansioso, no obstante, e informó que el líder le dijo que cerrase sus ojos. Mientras estaba hipnotizado, Barney dijo “Sentía como si los ojos hubiesen empujado hacia mis [propios] ojos”
Barney describió a las criaturas en general como similares a las descritas por Betty bajo hipnosis (no en sus sueños previos). No obstante, describió sus ojos como bastante más grandes, extendiéndose incluso hacia los lados de sus cabezas. Las criaturas con frecuencia lo miraban fijamente a los ojos, dijo Barney, con un efecto aterrorizador e hipnotizante. Bajo hipnosis, Barney dijo cosas del tipo “Sólo los ojos me están hablando” y “Todo lo que veo son estos ojos... Ni siquiera tengo miedo de que no estén conectados a un cuerpo. Sólo están ahí. Sólo están cerca de mí, presionando contra mis ojos”.
Barney relató que Betty y él fueron llevados hacia la nave de forma de disco, donde ambos fueron separados. Llevado a un cuarto por tres de los seres de baja estatura. Barney fue desvestido por ellos y entonces se le dijo que se recostase sobre una mesa rectangular. A diferencia de Betty, la narrativa de Barney del examen era fragmentada, y mantuvo sus ojos cerrados durante la mayor parte del mismo. Se le colocó un dispositivo similar a una taza sobre sus genitales. Aunque no experimentó un orgasmo, Barney pensó que le habían extraído una muestra de esperma. Los seres rasparon su piel e inspeccionaron sus orejas y boca. Le insertaron un tubo o cilindro en el ano. Además alguien palpó su columna vertebral y parecía estar contando sus vértebras.
Mientras que Betty informó de conversaciones extendidas en inglés con las criaturas, Barney dijo que los escuchó murmurando en un idioma que no entendía. Las pocas veces que se comunicaron con él, Barney dijo que parecía ser “transferencia de pensamiento”; en ese tiempo, él no estaba familiarizado con la palabra “telepatía”
Recordó haber sido escoltado fuera de la nave, y llevado de regreso hacia su automóvil, el cual ahora se encontraba cerca de la carretera y no en el bosque. Aturdido, observó partir a la nave. Barney recordó una luz que aparecía sobre la carretera, mientras decía “Oh no, no otra vez”. Recordó la especulación de Betty acerca de que tal luz podría haber sido la luna, aunque ésta de hecho se había puesto varias horas antes.

### Las sesiones de Betty
Las sesiones de hipnosis de Betty no tuvieron tantos incidentes. Bajo la misma, su recuento de los hechos fue muy similares a los eventos de sus recurrentes sueños o pesadillas acerca del supuesto encuentro ovni, a excepción de dos notables diferencias: bajo hipnosis los seres bajos no tenían grandes narices, y no poseían cabello. Simon también le sugirió a Betty que dibujase un bosquejo del “mapa estelar”. Ella dudó al respecto, pensando que sería incapaz de representar con precisión o exactitud la calidad tridimensional del mapa que dijo haber visto en la nave. Finalmente, no obstante, ella hizo lo que Simon le sugirió. Aunque ella dijo que el mapa tenía muchas estrellas, solo dibujó aquellas que permanecían destacadas en su memoria. Su mapa consistía de doce estrellas prominentes conectadas por líneas y tres más pequeñas o menos brillantes que formaban un triángulo distintivo. Mencionó que le habían dicho que las estrellas conectadas por líneas sólidas formaban “rutas de comercio” mientras que las líneas puntuadas eran de estrellas con menor tráfico (interestelar).

### Las conclusiones del Dr. Simon
Luego de extensas sesiones hipnóticas, el Dr. Simon concluyó que el recuerdo de Barney acerca del supuesto encuentro ovni era una fantasía inspirada por los recurrentes sueños de Betty. Aunque Simon admitió que esta hipótesis no explicaba cada aspecto de la experiencia, él pensó que era la explicación más plausible y consistente. Barney rechazó esta idea, notando que mientras que sus memorias en algún respecto se entretejían, también había porciones de cada una de sus narrativas que eran únicas. De hecho, Barney estaba ahora listo o dispuesto a aceptar que habían sido secuestrados por los ocupantes de un ovni, aunque nunca abrazó dicha idea tan completamente como Betty lo había hecho. Aunque los Hill y Simon no estaban de acuerdo acerca de la naturaleza del caso, todos coincidieron en que las sesiones hipnóticas fueron efectivas: de hecho, los Hill ya no fueron más atormentados por pesadillas o ansiedad acerca de tal supuesto encuentro ovni. Después Simon escribió un artículo sobre los Hill para la publicación especializada en psiquiatría Psychiatric Opinion, explicando en sus conclusiones que el caso era una “aberración psicológica singular”.

## Publicidad luego de las sesiones hipnóticas
Los Hill retornaron a sus vidas regulares. Estaban deseosos de debatir acerca de su supuesto encuentro ovni con familiares, amigos y algunos investigadores ocasionales del fenómeno, pero aparentemente los Hill no hicieron esfuerzos por buscar (más) publicidad.
Pero el 25 de octubre de 1965 una nota publicada por un periódico lo cambió todo. Un artículo de portada del Boston Traveler decía UFO Chiller: Did THEY Seize Couple? (algo así como “Espeluzno OVNI: ¿Secuestraron ELLOS a una pareja?”). El reportero John H. Lutrell del Traveler había recibido una cinta de audio con la grabación de la conferencia que los Hill habían dado en Quincy Center a comienzos de 1963. Lutrell se enteró de que los Hill habían tenido sesiones de hipnosis con el Dr. Simon y también obtuvo notas de entrevistas que los Hill le habían dado a algunos ufólogos. Al día siguiente, el 26 de octubre, la UPI (United Press International) tomó la historia de Lutrell y así los Hill ganaron atención internacional.
En 1966, el escritor John G. Fuller obtuvo la cooperación de los Hill y del Dr. Simon, y escribió el libro The Interrupted Journey acerca del caso. La obra en cuestión, que incluía una copia del “mapa estelar” bosquejado por Betty, alcanzó un rápido éxito, y tuvo varias reimpresiones.
Barney murió de una hemorragia cerebral el 25 de febrero de 1969 y Betty falleció de cáncer poco más de 35 años después, el 17 de octubre de 2004. Muchas de las notas de Betty Hill, cintas y otros objetos relacionados han sido colocados como parte de una colección permanente disponible en la biblioteca de la Universidad de Nuevo Hampshire, que había sido el alma mater de ella.

## Intento de descifrado del supuesto mapa estelar

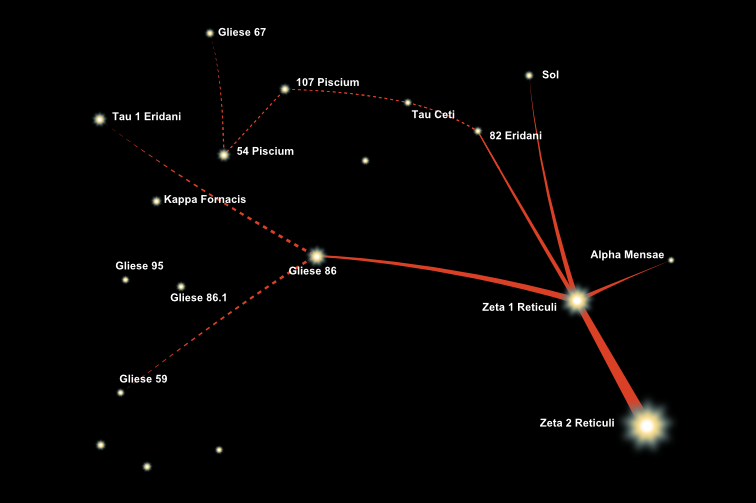
Mapa estelar de Zeta Reticuli, según la posterior reconstrucción de Marjorie Fish, a partir de lo que Betty Hill decía haber visto y luego recordado.

En 1968 Marjorie Fish, entonces una maestra de primaria y astrónoma aficionada (amateur) que vivía en la localidad de Oak Harbor (en el estado de Ohio) leyó el libro Interrupted Journey de Fuller. Intrigada por el mapa estelar, Fish se preguntó si este podría ser descifrado para determinar de que sistema estelar provendría el ovni. Asumiendo que una de las 15 estrellas del mapa debía representar a nuestro propio Sol, Fish construyó un modelo tridimensional de estrellas cercanas similares al mismo mediante hilo y bolitas, basándose en las distancias estelares publicadas en el catálogo estelar Gliese de 1969. Estudiando miles de puntos estelares durante varios años, el único que parecía coincidir con el mapa de los Hill era el sistema estelar binario de Zeta Reticuli. Por lo tanto, ella llegó a la conclusión que el supuesto ovni habría provenido de un planeta que orbita a Zeta Reticuli. Como resultado de la hipótesis de Fish, algunos comenzaron a apodar lo relatado por los Hill como “El incidente Zeta Reticuli”. No obstante, la mayoría de los ufólogos continúan prefiriendo “abducción de los Hill” (Hill abduction) o alguna frase similar. La información relativa a la distancia necesitada para hacer coincidir tres estrellas, formando el distintivo triángulo que Hill decía que recordaba, no estuvo en general disponible hasta la publicación en 1969 del catálogo Gliese.
Fish también fue la primera en notar que todas las estrellas del mapa conectadas por líneas (aquellas que, según lo alegado por Betty Hill eran rutas de comercio o frecuentemente viajadas) caían en un (mismo) plano, con Zeta Reticuli actuando como centro. Por lo tanto, las rutas mostradas serían el camino más lógico y eficiente de explorar el vecindario estelar cercano para una eventual civilización tecnológicamente avanzada ubicada en Zeta Reticuli. Estos puntos desempeñaron un rol crítico en los subsiguientes debates acerca de la validez de las coincidencias entre el mapa de Fish y el que Betty Hill alegaba haber visto y posteriormente recordado.
Fish envió su análisis a Webb, quien estuvo de acuerdo con las conclusiones a las que ella había arribado. Por su parte, el propio Webb envió el mapa a Terence Dickinson, editor de la popular revista Astronomy. Dickinson no apoyó las conclusiones de Fish y de Webb, pero él estaba naturalmente intrigado al respecto y, por primera vez en la historia de dicha publicación, Astronomy invitó a que le enviasen comentarios y generasen un debate respecto del mapa derivado del supuesto encuentro ovni, comenzando con un artículo inicial al respecto en el número de diciembre de 1974. Durante aproximadamente todo el año posterior, la página de opiniones de Astronomy tuvo argumentaciones a favor y en contra del mapa elaborado por Fish. Notable fue el argumento realizado por Carl Sagan y Stephen Soter, quienes argumentaban que el aparente mapa estelar era poco más que una alineación al azar de puntos aleatorios. En contraste, aquellos más favorables al mapa, como el Dr. David Saunders (un estadístico que había participado del estudio del fenómeno ovni realizado por el denominado Comité Condon), argumentaban que la inusual alineación de estrellas clave similares a nuestro Sol en un plano centrado alrededor de Zeta Reticuli (hecho primero descripto por Fish) era estadísticamente improbable de haber sucedido por azar o casualidad a partir de un grupo aleatorio de estrellas de nuestro vecindario [estelar] inmediato.
También de se destacaba que Zeta Reticuli es altamente inusual por el hecho de ser el único ejemplo conocido de un sistema estelar binario amplio con dos estrellas muy similares a nuestro Sol. Uno de los artículos publicados en la revista Astronomy, sobre las distintas edades de las estrellas en el mapa de Hill/Fish, decía que los indicios apuntaban a que el sistema de Zeta Reticuli es entre 1.000 y 3.000 millones de años más antiguo que el nuestro, sugiriendo que esto habría permitido que una eventual raza extraterrestre inteligente podría haber evolucionado mucho antes que la humana y que por lo tanto sería considerablemente más avanzada. Además, se remarcaba que las dos estrellas están bastante cerca entre ellas (en la actualidad se cree que solo se encuentran a 1/8 de año luz de distancia) mientras que la estrella similar al Sol más cercana, Tau Ceti, está a unos 12 años luz de distancia. Se argumentaba que la cercanía entre ambas estrellas similares a nuestro Sol habrían probablemente actuado como una considerable limitación al desarrollo de eventuales viajes interestelares. Sin embargo, también se destacó que las estrellas de Zeta Reticuli son pobres en metales en comparación al Sol, levantando preguntas acerca si un sistema solar como el nuestro habría podido desarrollarse en esas condiciones, si habría existido suficiente carbono como para haber permitido el surgimiento de la vida, si cantidades suficientes de tales metales habrían estado disponibles para permitir el surgimiento de una civilización tecnológicamente avanzada, e incluso si podía existir un planeta similar a la Tierra en el sistema de Zeta Reticuli que permitiese el desarrollo y la presencia de vida avanzada.
El escéptico Robert Sheaffer, en un artículo adjunto dijo que un mapa diseñado por Charles W. Atterberg aproximadamente al mismo tiempo que el de Fish coincidía aún más con el mapa de Hill y que tenía más sentido. Las estrellas base, Epsilon Indi y Epsilon Eridani, además de las otras también estaban más cerca del Sol que en el mapa que Betty Hill alegó haber visto y luego recordado. Fish respondió que se consideraba que las estrellas base del mapa de Atterberg eran mucho menos proclives a albergar vida que Zeta Reticuli y que el mapa carecía de un agrupamiento consistente de estrellas parecidas al sol a lo largo de las rutas enlazadas o trazadas con líneas, a diferencia de su propio mapa. En 1993, 32 años después del supuesto secuestro extraterrestre, fue propuesta una nueva teoría en relación con el pretendido mapa estelar en cuestión. Dos investigadores alemanes de los denominados círculos en los cultivos (crop circles), Joachim Koch y Hans-Jürgen Kyborg, han sugerido que el supuesto mapa mostraba planetas de nuestro propio sistema solar, en lugar de estrellas cercanas. Los objetos en el mismo, según descubrieron, se parecen bastante a las posiciones del Sol, los seis planetas internos (Mercurio, Venus, la Tierra, Marte, Júpiter y Saturno), además de a varios asteroides que se encontraban en esas ubicaciones de la bóveda celeste en el tiempo del supuesto incidente.

## El viaje interrumpido
El libro Interrupted Journey, escrito por John G. Fuller y publicado originalmente en 1966, detalla varias de las afirmaciones realizadas por los Hill. Algunos extractos del libro fueron publicados en la revista Look, y las numerosas copias de la obra contribuyeron en gran medida a darle publicidad al relato de los Hill.
Al respecto, Budd Hopkins escribió que “el caso de los Hill tiene un efecto sobre una teoría popular que ha sido amplia, pero acríticamente aceptada por muchos escépticos: la idea de que tales recuentos deben haber sido implantados con hipnosis, consciente o inconscientemente, o por practicantes manipuladores que ‘creen en’ la realidad de tales sucesos.
Simon, quien hipnotizó a los Hill, era “escéptico” acerca de la supuesta realidad de los recuerdos de los Hill sobre una abducción. Pero los Hill tercamente se aferraron a sus recuerdos entrelazados hipnóticamente recuperados, a pesar de las sugerencias de Simon al final de su tratamiento respecto de que los mismos no podían ser literalmente verdaderos. Puede por lo tanto concluirse que el sesgo del hipnotizador no tenía nada que ver con el contenido de su recuerdo hipnótico”.
Con posterioridad al supuesto secuestro de la pareja por parte de extraterrestres, Betty afirmó haber visto ovnis varias veces y ella “se convirtió en una celebridad en la comunidad OVNI”.

## Análisis
Algunos psiquiatras posteriormente sugirieron que la supuesta abducción habría sido una alucinación causada por el estrés de ser una pareja interracial en los Estados Unidos de comienzos de la década de 1960. Betty rechazó esta sugerencia, destacando que su relación con Barney era feliz, y que su matrimonio interracial no les había causado problemas notables con sus familias o amigos. Tal como se hizo notar en The Interrupted Journey, el Dr. Simon pensó que el estado marital de los Hill no tenía nada que ver con el evento ovni. Los críticos han sugerido que la hipnosis de los Hill derivó en una confabulación, mezcla de fantasía con memoria, argumentando que los recuerdos recuperados no son confiables.
En su artículo de 1990 Entirely Unpredisposed (“Enteramente no predispuesto”), Martin Kottmeyer sugirió que los recuerdos revelados por Barney bajo hipnosis podrían haber estado influidos por un episodio de la clásica serie televisiva de ciencia ficción de 1963 The Outer Limits, titulado The Bellero Shield, el cual fue emitido unas 2 semanas o 15 días antes de la primera sesión de hipnosis a la que se sometió Barney. El episodio mostraba a un extraterrestre con grandes ojos que dice: “En todos los universos, en todas las unidades más allá de los universos, todos los que tienen ojos, tienen ojos que hablan”. El informe de la regresión mostraba un escenario que era en algunos aspectos similares al programa de televisión.
Kottmeyer escribió al respecto:
“Los ojos envolventes (wraparound) son una rareza extrema en las películas de ciencia ficción. Sólo sé de un ejemplo. Aparecieron en un extraterrestre en un episodio de la serie televisiva de 1963 The Outer Limits, titulado The Bellero Shield. Una persona familiarizada con el bosquejo de Barney mostrado en The Interrupted Journey y el dibujo hecho en colaboración con el artista David Baker, encontrará una sensación de déjà vu cuando vea este episodio. Contribuye al parecido en gran medida la ausencia de orejas, cabello y nariz en ambos extraterrestres ¿Podría ser por casualidad? Considere lo siguiente: Barney describió y dibujó por primera vez los ojos envolventes durante la sesión de hipnosis datada el 22 de febrero de 1964. The Bellero Shield fue transmitido por primera vez el 10 de febrero de 1964. Solo doce días separaban ambos episodios. Si la identificación es admitida, la habitualidad de los ojos envolventes en la literatura de abducción cede ante fuerzas culturales”
Aunque Betty estaba aún viva (de hecho, viviría 14 años más) cuando Kottmeyer hizo estas afirmaciones, él nunca se puso en contacto con ella para preguntarle si ella o Barney habían visto el episodio en cuestión. Cuando otro investigador le preguntó a Betty acerca de The Outer Limits, ella insistió en que “nunca oyó de eso”. También notó que era improbable que Barney hubiese visto el episodio en cuestión porque él usualmente trabajaba durante el anochecer, justamente cuando era transmitido, y que cuando Barney estaba en su hogar durante las noches, Betty informó que ambos estaban usualmente ocupados con actividades comunitarias como las relacionadas al NAACP.
El folclorista Dr. Thomas E. Bullard está de acuerdo en que las similitudes entre The Bellero Shield y la historia de Barney son de hecho impactantes y “persuasivas”, pero también destaca que hay varios hechos que limitan o condicionan el impacto de las coincidencias: Primero, no ha sido demostrado de forma concluyente que Barney haya mirado el episodio en cuestión y segundo, como Bullard escribe, en el “recuerdo anterior, consciente de Barney... recordó un ser con ojos dominantes (compelling) mirándolo hacia abajo desde un OVNI”.
Bullard piensa que es plausible que ese episodio de Outer Limits podría haber ayudado a dar forma a la memoria hipnóticamente “restaurada” de Barney, pero también destaca que la “preocupación de Barney con la entidad que lo miraba fijamente y sus ojos comenzó años antes de que esta imagen de la televisión pudiese haberlo influenciado”.
- En su obra The Cult of Alien Gods: H. P. Lovecraft and Extraterrestrial Pop Culture (“El culto de los dioses alienígenas: H. P. Lovecraft y la cultura pop extraterrestre”), Jason Colavito también destaca la conexión con The Outer Limits y también sugiere elementos tomados de otras dos productos de la cultura pop contemporánea:

Las películas Invasores de Marte (Invaders from Mars, 1953) y Killers from Space (“Asesinos del espacio”) De la primera, se parecen a la historia narrada por los Hill las narices de los supuestos alienígenas y detalles de los exámenes médicos, incluyendo la aguja en el ombligo; del segundo filme se parecen otras partes de los supuestos procedimientos médicos empleados y el concepto del borrado de los recuerdos de la abducción.
Por su parte, el sitio web VisionAndPsychosis.net ha propuesto una nueva teoría que explicaría el supuesto secuestro de los Hill por parte de extraterrestres, argumentando que una común pero poco conocida característica de la fisiología humana relacionada con nuestra visión es el denominado reflejo de sobresalto (inglés: startle reflex), en conjunción con una aparente confabulación, podría explicar el episodio de los Hill.
- Jim McDonald, un residente del área en la cual los Hill alegaron haber sido raptados por supuestos extraterrestres, ha producido un análisis detallado de su viaje, llegando a la conclusión de que el episodio habría sido de hecho provocado por haber confundido un ovni con un faro de advertencia para aeronaves sobre la montaña Cannon, en el noriental estado estadounidense de Nuevo Hampshire.[26] McDonald notó que desde la carretera que los Hill tomaron, el faro aparece y desaparece exactamente a la misma hora en que los Hill describieron al OVNI apareciendo y desapareciendo. El resto de la experiencia es atribuido al estrés, la falta de sueño y los falsos recuerdos supuestamente ‘recuperados’ bajo sesiones de hipnosis.

## Representaciones en la ficción
- El matrimonio Hill fue representado por James Earl Jones y Estelle Parsons en la película para televisión de 1975 The UFO Incident, además de por Basil Wallace y Lee Garlington en la serie televisiva de 1996 Dark Skies (“Cielos oscuros”).
- El cuento corto de Peter Ho Davies The Hull Case estuvo basado en la supuesta abducción extraterrestre de los Hill.
- Los Hill fueron brevemente representados en la miniserie Taken (“Abducidos”).
- En American Horror Story: Asylum, la abducción de Kit y Alma Walker se basa en la experiencia de Betty y Barney Hill.

## Videos
- , 1975.
- Betty y Barney Hill – Encuentro OVNI y el supuesto mapa estelar extraterrestre